# Ondrašová
Ondrašová (maďarsky Turócandrásfalva) je obec na Slovensku v okrese Turčianske Teplice v Žilinském kraji. V roce 2023 zde žilo 91 obyvatel.

## Historie
Na území obce se nacházelo popelnicové pohřebiště lužické kultury. 
První písemná zmínka o obci pochází z roku 1252, pod názvem molendinum Andréé, který získala podle místního mlýna, který patřil jistému Andrejovi. Od 13. do 18. století byla součástí panství hradu Zniev, koncem 18. století se stala majetkem státní komory. V roce 1720 se v obci nacházelo 21 domácností, v roce 1785 měla obec 23 domů a 182 obyvatel, v roce 1828 zde stálo 13 domů a žilo 176 obyvatel, kteří se živili převážně zemědělstvím.

## Geografie
Obec se nachází v nadmořské výšce 464 metrů a rozkládá se na ploše 6,9 km2 přibližně 11 kilometrů od Turčianských Teplic a 18 kilometrů od Martina. Leží v západní části Turčianské kotliny, na rozhraní s Malou Fatrou. Obcí protéká potok Polerieka. 
Sousedními obcemi jsou Kláštor pod Znievom na západě a na severu, Moškovec na východě a Abramová na jihu.

## Památky
- Zvonice, zděná lidová stavba se čtvercovým půdorysem a šindelovou střechou zakončenou bání z počátku 19. století. Upravovaná byla v roce 1895. Stavba je charakteristická bílou fasádou a bočními otvory zakončenými půlkruhem. Nad vstupem do objektu je umístěna socha Krista na kříži také z 19. století. Kopie tohoto objektu se nachází v Muzeu slovenskej dědiny v Martine.

## Osobnosti
- Juraj Sculteti (1741–okolo roku 1806), římskokatolický kněz
- Štefan Mišík (1843–1919), římskokatolick kněž, etnograf, historik